# Лъвът, Вещицата и дрешникът
 Тази статия е за романа на К. С. Луис.  За едноименната екранизация от 2005 година вижте Хрониките на Нарния: Лъвът, Вещицата и дрешникът (филм).  
„Хрониките на Нарния: Лъвът, Вещицата и дрешникът“ (на английски: The chronicles of Narnia: The Lion, the Witch and the Wardrobe) е епически фентъзи роман за деца, написан от К.С. Луис, публикуван от Дейвид Джефри Блез през 1950 г. Той е първият публикуван и най-известният от романите „Хрониките на Нарния“ (1950 г., 1956 г.) От всички книги, които авторът е написал, „Лъвът, Вещицата и дрешникът“ е и най-вземаната книга от библиотеки. Освен това, въпреки че този роман е първият написан от поредицата, в по-нови издания той е втори подред (преди „Хрониките на Нарния: Племенникът на магьосника“. Като при останалите книги илюстрациите са от Полин Бейнс, които са използвани и в съвременни издания.
По-голямата част от действието се развива в „Нарния“, земя на говорещи животни и митични създания, където от 100 г. управляват Бялата вещица и суровата зима. В книгата се разказва за четири деца, преместени в голяма стара къща в провинцията по време на военна евакуация. Най-малкото посещава „Нарния“ четири път през магически дрешник, който се намира в стаята за гости. При третото си посещение с него идват и другите три деца и потвърждават нейните фантастични твърдения, включени в следващите 12 (от 17) глави – без краткото заключение. В „Нарния“ децата изглеждат готови да изпълнят старо пророчество.

## Сюжет
Внимание:  Текстът по-долу разкрива сюжета на произведението (или части от него)!
За да предпази децата си Едмънд, Питър, Сюзън и Луси от бомбардировките на Лондон през Втората световна война, майка им ги изпраща при професор в провинцията. Огромната му къща е идеална за игра на криеница и в един дъждовен ден децата правят точно това. Най-малката, Луси, влиза в голям дрешник в една от празните стаи на имението. След няколко реда палта Луси забелязва, че върви през сняг, а лицето ѝ драскат елхови клони. Попаднала е в Нарния. Среща мил фавн и пие чай с него без да подозира, че неговата задача е да хваща човешките същества и да ги предава на Бялата вещицата. Тя владее Нарния от дълго време и магията ѝ поддържа вечна зима. Страхува се от заклинание, че две дъщери на Ева и двама сина на Адам могат да прекратят властването ѝ. Някои от жителите на Нарния я подкрепят и ѝ служат, но повечето мразят тиранията ѝ.
Едмънд също влиза в Нарния сам и среща Вещицата. Тя го примамва с шоколад за пиене и локум и му обещава да го направи крал, ако доведе при нея сестрите и брат си. По-късно всички заедно попадат в Нарния през дрешника и откриват, че фавнът, с когото Луси е пила чай, е бил отвлечен от полицията на Вещицата, защото е скрил срещата си с Луси. Решават да му помогнат като тръгват да търсят Аслан – огромен лъв, който ще ги напътства с мъдростта си. Едмънд обаче незабелязано се измъква и тръгва към замъка на Вещицата, защото иска още шоколад и локум. Ядосана, че не е довел брата и сестрите си, тя го връзва и взема със себе си в преследването им.
Луси, Сюзън и Питър вървят към Каир Паравел, дворец на брега на морето, където ги чака Аслан с голяма армия от животни, митични и приказни герои. Близостта на Аслан разваля магията за вечна зима и настъпва пролет. Аслан приветства децата и дава на всяко специално оръжие. Когато и Вещицата пристига, тя води Едмънд и настоява предателят да бъде убит. Аслан сключва тайно споразумение с нея и същата нощ тръгва сам през гората. Проследяват го Луси и Сюзън и виждат, че той се предава на армията на Вещицата. Тя го връзва на каменна маса и прерязва гърлото му. След това подчинените ѝ се гаврят с трупа му и тръгват да се бият с армията му. Луси и Сюзън се опитват да развържат трупа на Аслан и да го почистят, когато масата се чупи с трясък и лъвът оживява. Той им казва, че невинна кръв, пролята на каменната маса, води само до възкресение. Аслан взема момичетата на гърба си и ги води в замъка на Вещицата, където с дъха си съживява стотици жители на Нарния, превърнати в каменни статуи от пръчицата ѝ. Всички заедно отиват на бойното поле, където Едмънд и Питър се опитват да отблъснат армията на Вещицата. Побеждават, макар и не без загуби, а Аслан убива Вещицата. Сюзън, Луси, Питър и Едмънд стават крале и кралици на Нарния и се възкачват на четирите трона на Каир Паравел.
Години по-късно, вече пораснали, четиримата се губят в гората по време на лов. Попадат в дрешника и излизат отново в имението в провинциална Англия. Виждат, че отново са деца, а от влизането им в Нарния е минала само минута. Книгата завършва с уверението на професора, че един ден може би ще се завърнат в Нарния.

## Филм
През декември 2005 г. излиза и пълнометражен филм, базиран на книгата.